# DR VT 18.16 sorozat
A DR VT 18.16 – új pályaszámán DB 675 sorozat – német dízel motorvonat-sorozat volt.

## Története
Az 1960-as évek elején a Deutsche Reichsbahnnál kidolgozott, a vontatójárművek modernizálását célzó típusprogram az öt dízelmozdony-sorozat mellett három motorkocsi megalkotását is előirányozta. Ezek egyike a távolsági forgalom lebonyolítására szánt, 160 km/óra végsebességű, négyrészes motorvonat. A kivitelezést a görlitzi gépgyár végezte, melynek kapuját 1962 és 1968 között összesen 8 komplett motorvonat és két tartalék gépeskocsi hagyta el. A motoros kocsikat először 900, majd 1000 lóerős erőforrással szerelték fel, a négykocsis egységekhez később mellékkocsikat is építettek, melyekkel azokat hatkocsissá bővíthették. A szerelvényekkel a próbák során 167,5 km-es csúcssebességet értek el.
Az első motorvonat az 1964-es nyári menetrendben állt forgalomba, mint Neptun expressz, Berlin és Koppenhága között. A sorozatgyártás 1965-ös megkezdése után mind több irányba közlekedtek a VT 18,16-ra számozott járművek: először Berlin és Prága, majd Berlin és Bécs között (Vindobona – a név később mint a sorozat beceneve vált ismertté), később Berlin, illetve Lipcse és Karlovy Vary (Karlex és Karola), valamint Berlin és Malmö (Berlinaren) között. Az utasforgalom növekedésével a motorvonatokat mozdonyvontatású szerelvények váltották fel, ezután belföldi relációban közlekedtek, végül a '80-as években a sorozatot selejtezték. 2003-ban mint nosztalgiaszerelvény közlekedett.
Nyugati testvére (DB) a nagyjából 10 évvel korábban készült DB VT 11.5 (Trans Europ Express vagy egyszerűen TEE), hasonlóságuk szembetűnő, hiszen mindkét sorozat Franz Kruckenberg (Uetersen, 1882. augusztus 21. – Heidelberg, 1965. június 19.) német mérnök, a nagy sebességű vonatok atyjának SVT 137 155 típusának formavilágát vitte tovább.[forrás?]

## Viszonylatok
A vonat az alábbi nemzetközi viszonylatokon közlekedett:
- Berlinaren: Berlin - Malmö (Königslinie)
- Neptun: Berlin - Koppenhága (Trajekt Warnemünde–Gedser),
- Vindobona: Berlin - Prága - Bécs
- Karlex: Berlin - Karlsbad
- Karola: Lipcse - Karlsbad